# Ro (Plansprache)
Ro ist eine  konstruierte Sprache, die von dem US-amerikanischen Geistlichen Edward Powell Foster ab 1904 entwickelt wurde.
Ro war eine a priori „philosophische Sprache“, was bedeutet, dass man allein anhand der ersten Buchstaben erraten kann, zu welcher Bedeutungskategorie ein Wort gehört.

## Etymologie
Ro bedeutet in der Sprache selbst „sagen, erzählen“.
| Ro    | Bedeutung |
| ----- | --------- |
| ro    | Sprache   |
| rofa  | Wortteil  |
| rogab | Wort      |
| rofac | Konsonant |
| rofad | Vokal     |
| rolab | Stimme    |

## Geschichte
Rev. Edward Powell Foster arbeitete 25 Jahre lang an seiner „internationalen Sprache“, bevor er ein Wörterbuch mit zunächst 257 Seiten und mehr als 6.000 Wörtern zusammenstellte. Die lokale Zeitung in Newark veröffentlichte 1929 einen Bericht über Fosters Besuch in der Stadt, wo er Exemplare seines Ro-Wörterbuchs auslieferte.
In der Ausgabe der Zeitung The Evening Star vom 23. Januar 1929 wurde in der Rubrik „Antworten auf Fragen“ die Frage von R.S. gestellt: „Gibt es ein Ro-Wörterbuch?“ Der Kolumnist Frederic J. Haskin antwortete: „Ein Wörterbuch mit etwa 12.000 Wörtern in der Sprache Ro wurde 1928 veröffentlicht. Die erste Veröffentlichung über Ro erschien 1906.“
Die Ausgabe vom 25. Januar 1922 der Zeitung The Arizona Republican veröffentlichte einen Artikel mit dem Titel „Made-to-Order Language“ (Maßgeschneiderte Sprache), in dem speziell über „Ro“ berichtet wurde. Allerdings heißt es in dem Artikel auch: „Wir haben einige Schriften über die ‚Ro’-Sprache erhalten, vermutlich von ihrem Erfinder, Rev. E. P. Foster, und haben einige Stunden vergeblich versucht, einen Sinn darin zu erkennen […] Wir halten nicht viel davon. Wir glauben zu sehr an die Evolution, um an eine maßgeschneiderte Sprache zu glauben […] Dennoch sind die Männer, die versuchen, uns alle in eine Sprachfamilie zu bringen, nicht wilder als die anderen Idealisten, die versuchen, uns in eine Ein-Nation-Familie zu bringen.“

## Merkmale
In Ro werden Wörter anhand eines Kategoriesystems gebildet. Beispielsweise bezeichnen alle Wörter, die mit „bofo-“ beginnen, Farben; das Wort für „rot“ lautet „bofoc“ und „gelb“ lautet „bofof“.
- Farbe
 bofab
- rot
 bofoc
- gelb
 bofof
- grün
bofog
- blau
bofol

weiß bodoc
grau bodog
schwarz bodom
braun bodol

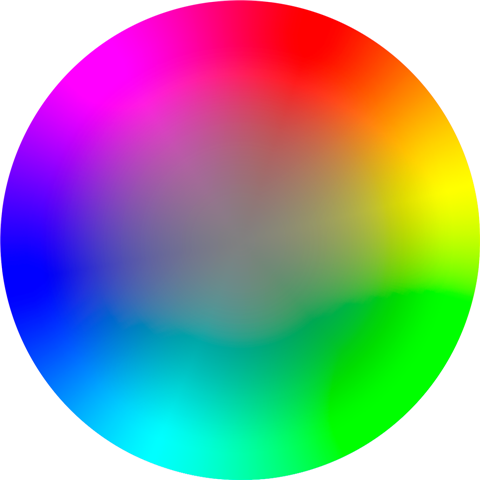
Farbe bofab
rot bofoc
gelb bofof
grün bofog
blau bofol

Foster versuchte nicht einfach, eine allgemein bessere Sprache zu entwickeln, sondern seine Sprache für ein einziges Kriterium zu optimieren: die Erkennbarkeit unbekannter Wörter. Foster schrieb über Ro:

„Ro entstand nicht aus dem Versuch, eine andere Sprache, sei sie natürlich oder künstlich, zu konkurrieren oder zu ersetzen, noch wurde es von einer solchen Sprache inspiriert.

Unerwartet kam mir der Gedanke: ‚Wie seltsam ist es doch, dass nichts in der Erscheinung eines geschriebenen oder gedruckten Wortes auch nur den geringsten Hinweis auf seine Bedeutung gibt. Warum sollte ein Wort nicht ein Bild sein? Ein neues, noch nie gesehenes Wort würde dann, wie ein Gemälde, das man zum ersten Mal sieht, dem Auge zumindest einen Teil seiner Bedeutung vermitteln.‘“

Elefant musab
Pferd musal
Giraffe musaq
Nashorn musac

Nachdem er etwa zwei Jahre lang an der Sprache gearbeitet hatte, veröffentlichte Foster 1906 die erste Broschüre über Ro. Die Veröffentlichung von Ro-Zeitschriften wurde von mehreren amerikanischen Sponsoren unterstützt, insbesondere aus der Gegend um Marietta, Ohio, darunter Melvil Dewey, Erfinder der Dewey-Dezimalklassifikation (ein weiterer Versuch, menschliches Wissen zu kategorisieren), Vizepräsident Charles G. Dawes, George White, der Ro im Kongressprotokoll erwähnte.
Im Laufe der Jahre erschienen mehrere weitere Bücher über Ro von Foster und seiner Frau, zuletzt 1932.

## Grammatik
Aristoteles nennt zehn Kategorien des menschlichen Denkens: Substanz, Quantität, Qualität, Relation, Ort, Zeit, Position, Besitz, Aktion, Passivität.
Ro klassifiziert Wörter nach solchen Kategorien und verwendet dabei Konsonanten als Symbole:
1. B für Substanz oder Existenz,
2. C für Quantität,
3. D für Ort,
4. G für Qualität,
5. J für Beziehung usw.

Einer der fünf Vokale, die diesen Anfangskonsonanten hinzugefügt werden, unterteilt ihre allgemeine Bedeutung in fünf Klassen, die durch eine aus zwei Buchstaben bestehende Silbe, einem Konsonanten und einem Vokal, gekennzeichnet sind.
Darüber hinaus verwendet Ro fünf Vokale als Anfangsbuchstaben:
1. A für Pronomen,
2. E für Verbkonjugationen, Zeitformen, Modi usw.,
3. I und O für Präpositionen, die sich in ihrer Bedeutung gegenüberstehen,
4. U für Konjunktionen.

Dies ergibt 100 zweibuchstabige Silben, Vokal und Konsonant, für häufig vorkommenden Wortarten.
Die anderen Wortarten, Substantive, Verben, Adjektive und Adverbien werden durch den letzten Vokal jedes Wortes gekennzeichnet. Der erste Vokal in Ro-Wörtern gehört zum Wortstamm und ist unveränderlich. Der letzte Vokal bezeichnet:
1. A konkrete Substantive,
2. E Verben,
3. I Adverbien,
4. O Adjektive und
5. U abstrakte Substantive.

## Kritik
Eine häufige Kritik an Ro ist, dass es schwierig sein kann, den Unterschied zwischen zwei Wörtern zu hören; normalerweise unterscheidet ein Konsonant die Bedeutung des Wortes, aber dennoch sind sie ähnlich genug, dass die beabsichtigte Bedeutung oft nicht aus dem Kontext erraten werden kann. Diese Eigenschaft ist typisch für philosophische Sprachen, die sich durch einen taxonomisch entwickelten Wortschatz auszeichnen, der unabhängig von natürlichen Sprachen entstanden ist. „A posteriori“-Sprachen wie Esperanto und Interlingua sind beliebter als die „a priori“-Sprachen, vielleicht auch weil sie aufgrund ihres vertrauten Wortschatzes leichter zu lernen und zu verstehen sind. Umgekehrt gelten „a priori“-Sprachen als neutraler, da es so viele Sprachen gibt und die Wortstämme in verschiedenen Sprachen völlig unterschiedlich sein können.

## Alphabet und Aussprache
Ro wird mit dem lateinischen Alphabet geschrieben. Die Buchstaben C, J, Q und X werden wie folgt ausgesprochen: /ʃ/, /ʒ/, /ŋ/ und /χ/. Die Vokale (A, E, I, O und U) werden wie im Spanischen ausgesprochen.

## Beispieltext

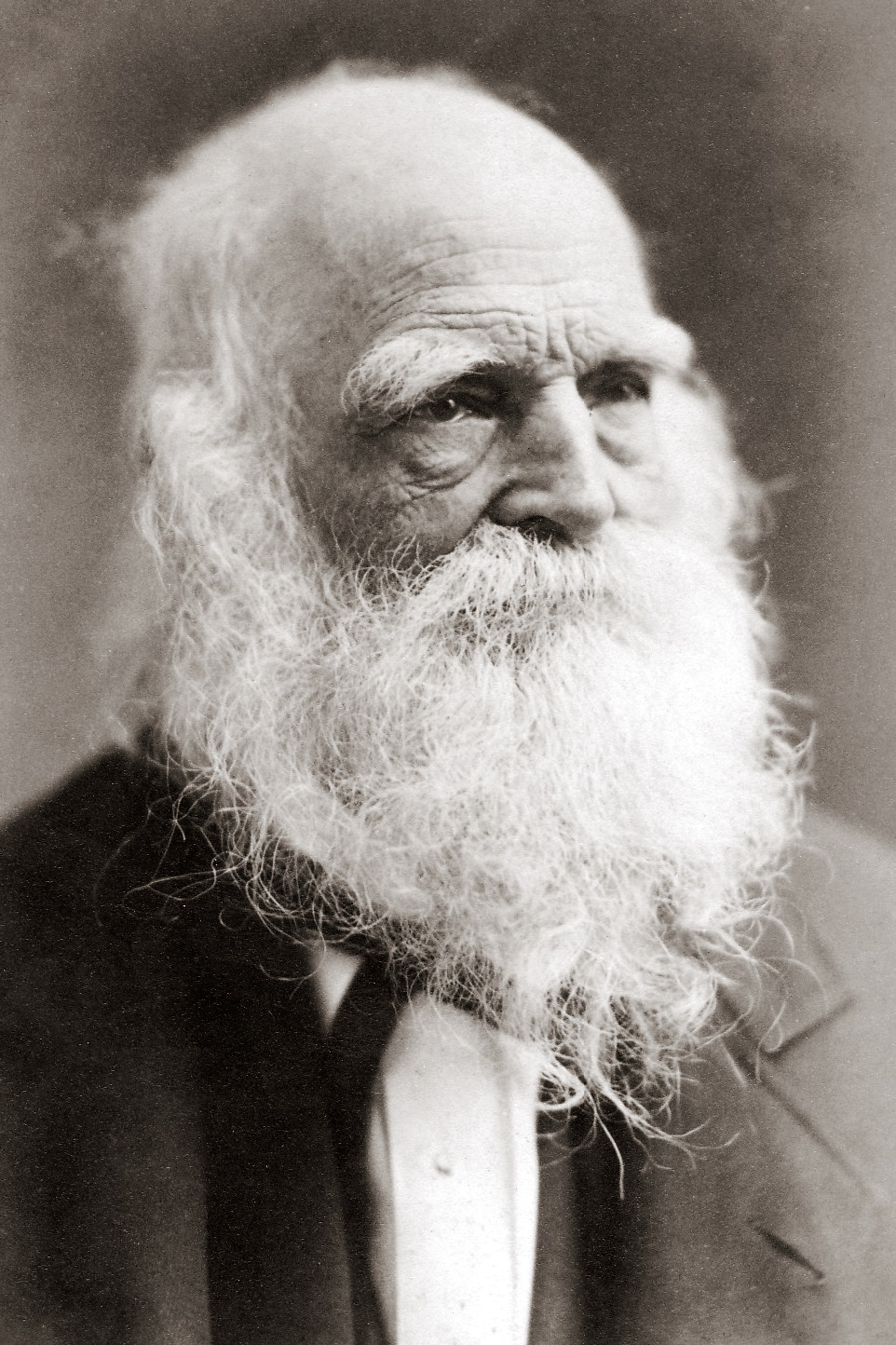
William Cullen Bryant

Das folgende Beispiel stammt aus „Esperanto, Elvish, and Beyond: The World of Constructed Languages“. Es handelt sich um die letzte Strophe von William Cullen Bryants „Thanatopsis“, die von Foster selbst ins Ro übersetzt wurde. Hier ein Teil der Strophe mit einer Interlinearübersetzung:
Id ad av, in siku ov Bikab, had
 To him who in the love of nature holds
 Sical ir afe reluo faz, af rom
 Communion with her visible forms, she speaks
 Kubov roa: is sedmor-cik tadaz
 A various language; for his gayer hours
 Af hab rolab ov sebgu, ud modac
 She has a voice of gladness, and a smile
 Ud romal ov lafuf; ud af kelseg
 And eloquence of beauty; and she glides
 Il ade cavos rebsaz ir samoc
 Into his darker musings, with a mild
 Ud licob siqab av hel odh agze
 And healing sympathy that steals away
 Bekuf, ik ad resed. Avit rebaz
 Their sharpness ere he is aware. When thoughts
 Ov jobof cavob tad kep iqk visna
 Of the last bitter hour come like a blight ...
In diesem Gedicht wird der Tod nicht als schreckliche Erscheinung, sondern vielmehr als allgemeine Tatsache der Natur dargestellt. Der Titel ist griechisch und bedeutet „Betrachtung des Todes“.